# Top Gear 2
Top Gear 2 (noto come Top Racer 2 in Giappone) è un simulatore di guida arcade sviluppato dalla Gremlin Graphics e pubblicato nel 1993 per Super Nintendo e nel 1994 per Amiga e Sega Mega Drive.